# Serra Sant'Abbondio
Serra Sant'Abbondio é uma comuna italiana da região dos Marche, Província de Pesaro e Urbino, com cerca de 1.177 habitantes. Estende-se por uma área de 32 km², tendo uma densidade populacional de 37 hab/km². Faz fronteira com Frontone, Pergola, Sassoferrato (AN), Scheggia e Pascelupo (PG).